# Austeniops truncaticornis
Austeniops truncaticornis är en tvåvingeart som först beskrevs av Wulp 1888.  Austeniops truncaticornis ingår i släktet Austeniops och familjen parasitflugor.
Artens utbredningsområde är Panama. Inga underarter finns listade.